# Xylotoles griseus
Xylotoles griseus es una especie de escarabajo longicornio del género Xylotoles, tribu Parmenini, subfamilia Lamiinae. Fue descrita científicamente por Fabricius en 1775.
La especie se mantiene activa durante los meses de agosto y septiembre.

## Descripción
Mide 7-13,5 milímetros de longitud.

## Distribución
Se distribuye por Nueva Zelanda e Inglaterra.